# Samhyang-dong
Samhyang-dong (koreanska: 삼향동) är en stadsdel i kommunen Mokpo i provinsen Södra Jeolla i den sydvästra delen av Sydkorea, 300 km söder om huvudstaden Seoul.